# Corylopsis spicata
Corylopsis spicata är en trollhasselart som beskrevs av Sieb. och Zucc.. Corylopsis spicata ingår i släktet Corylopsis och familjen trollhasselfamiljen. Inga underarter finns listade i Catalogue of Life.

## Bildgalleri

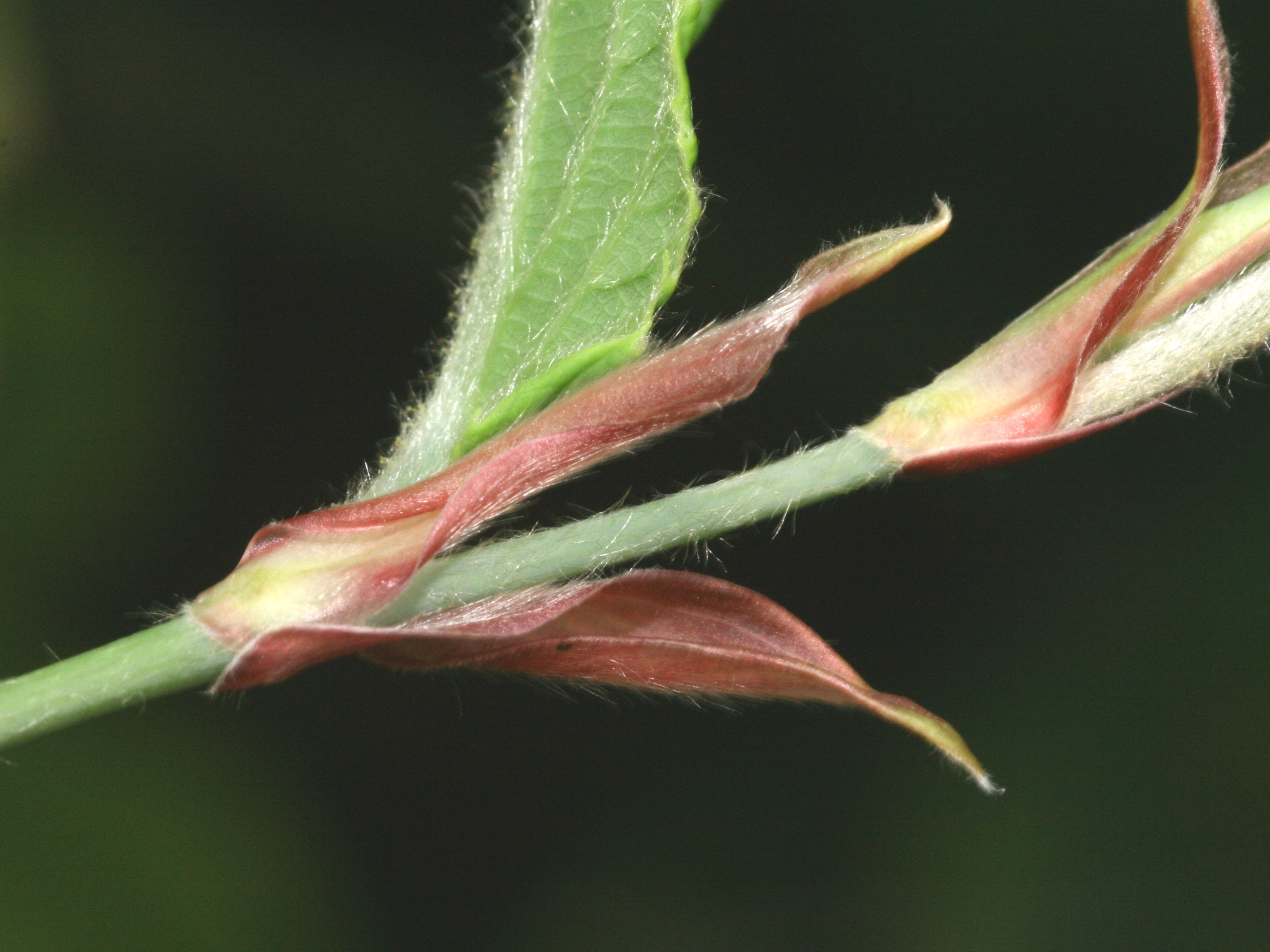
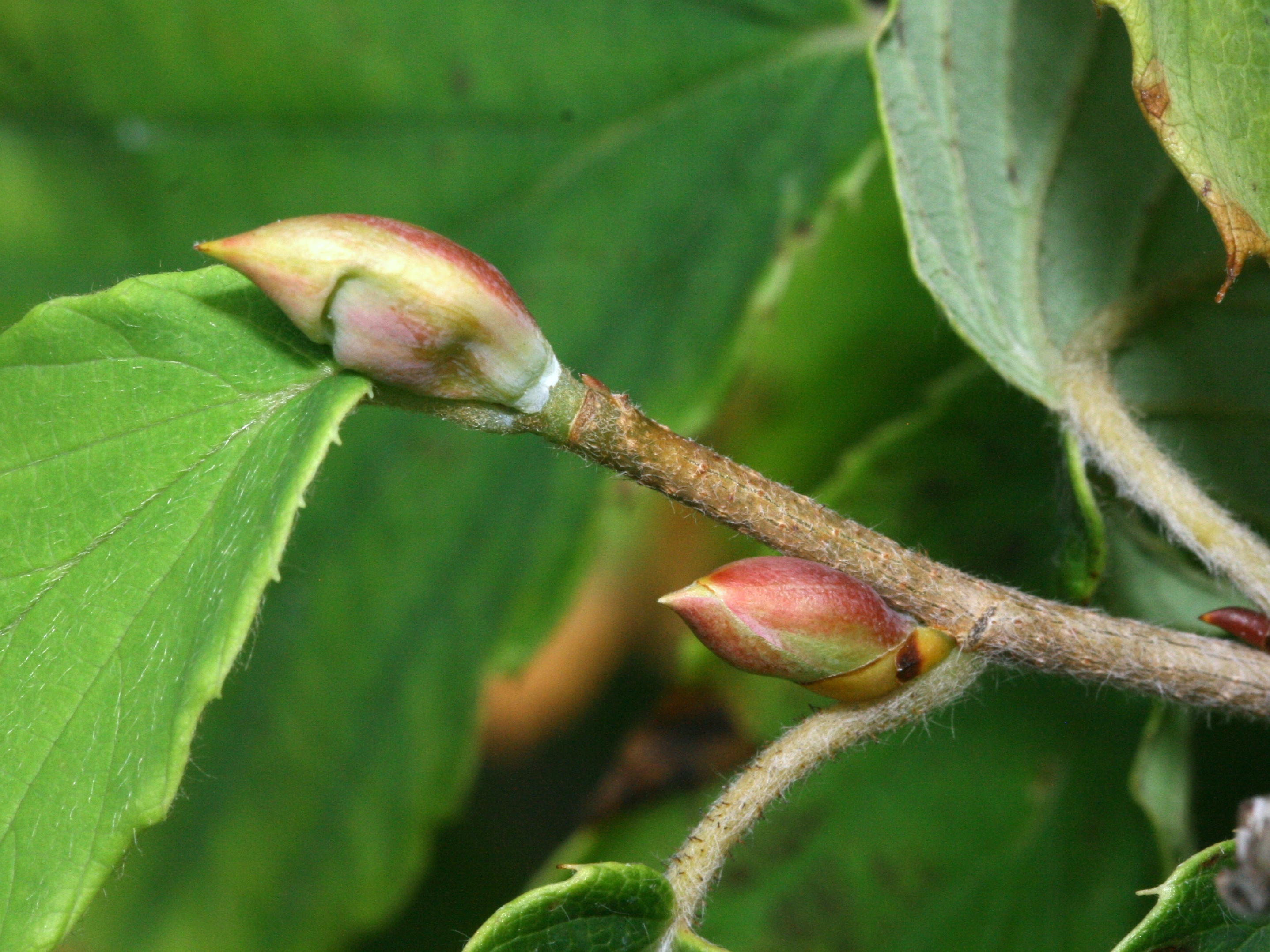
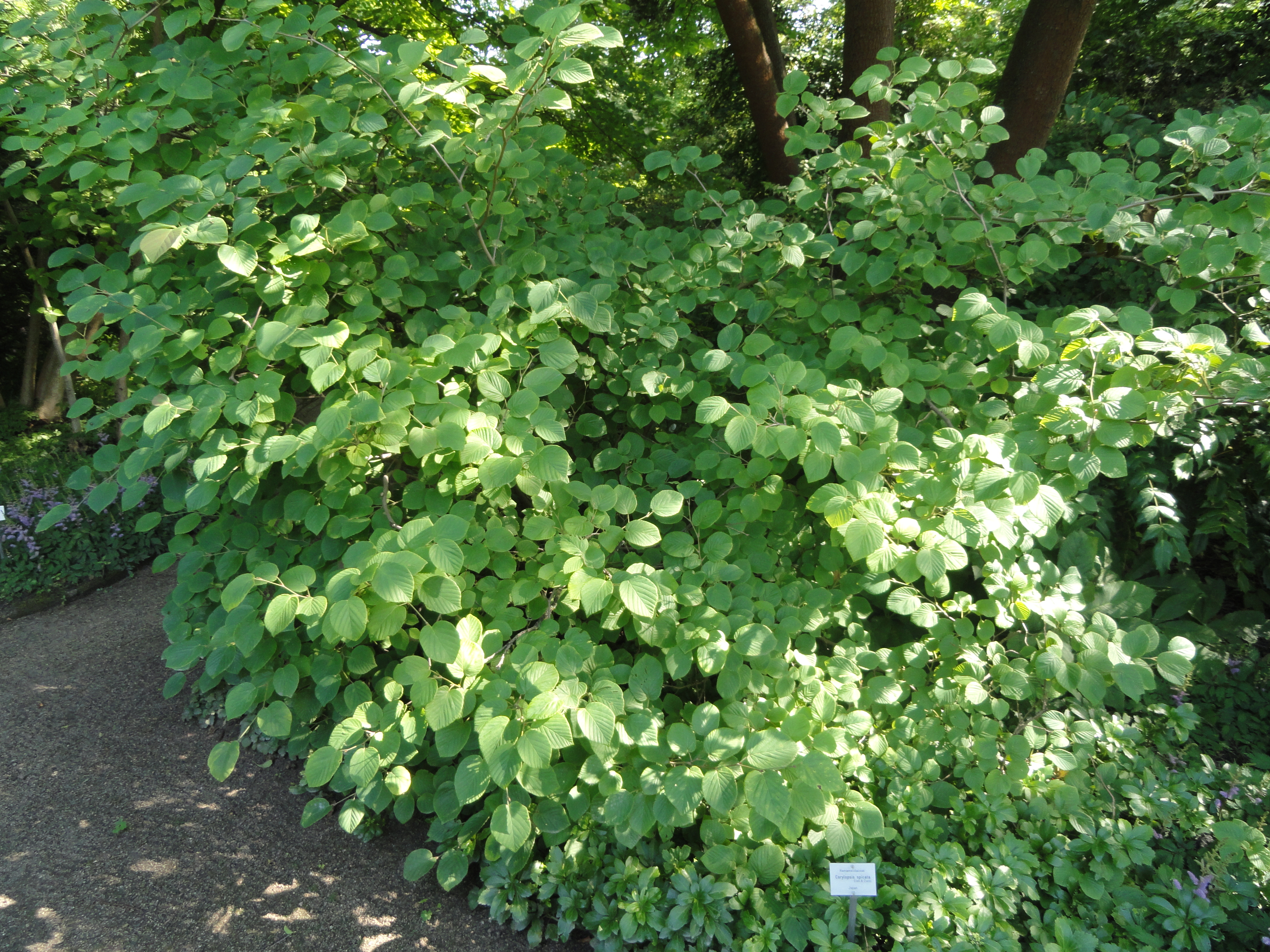
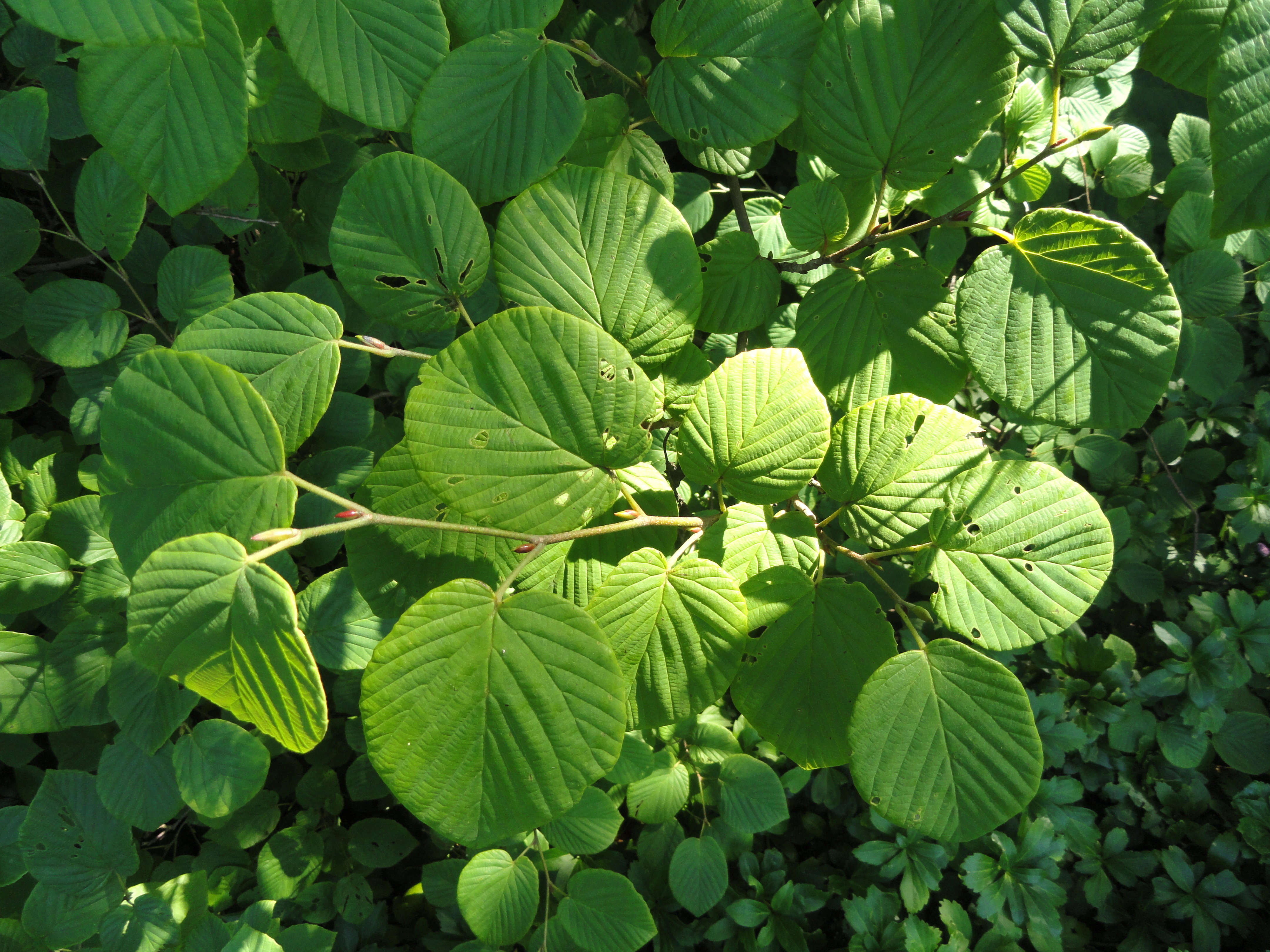
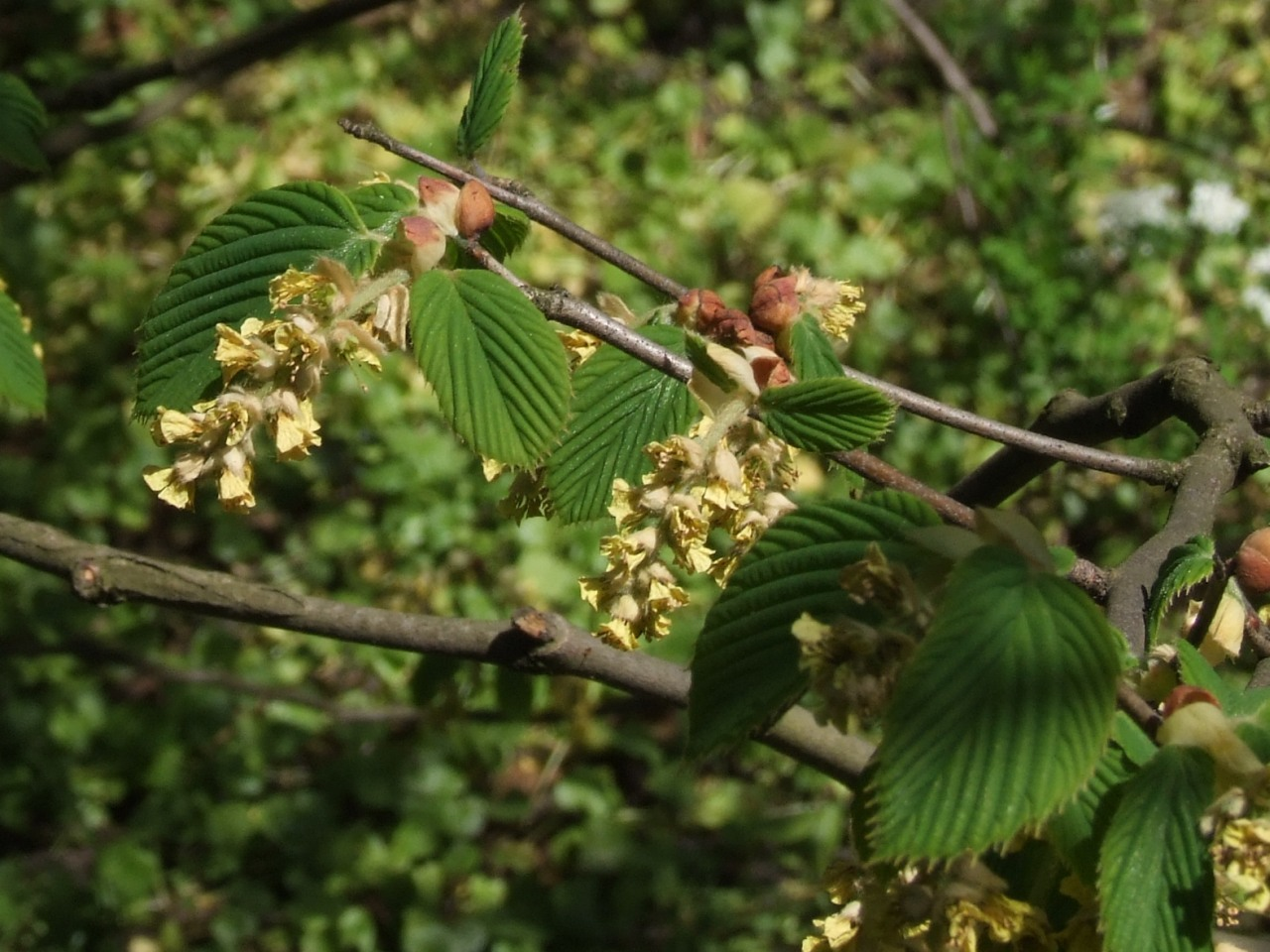
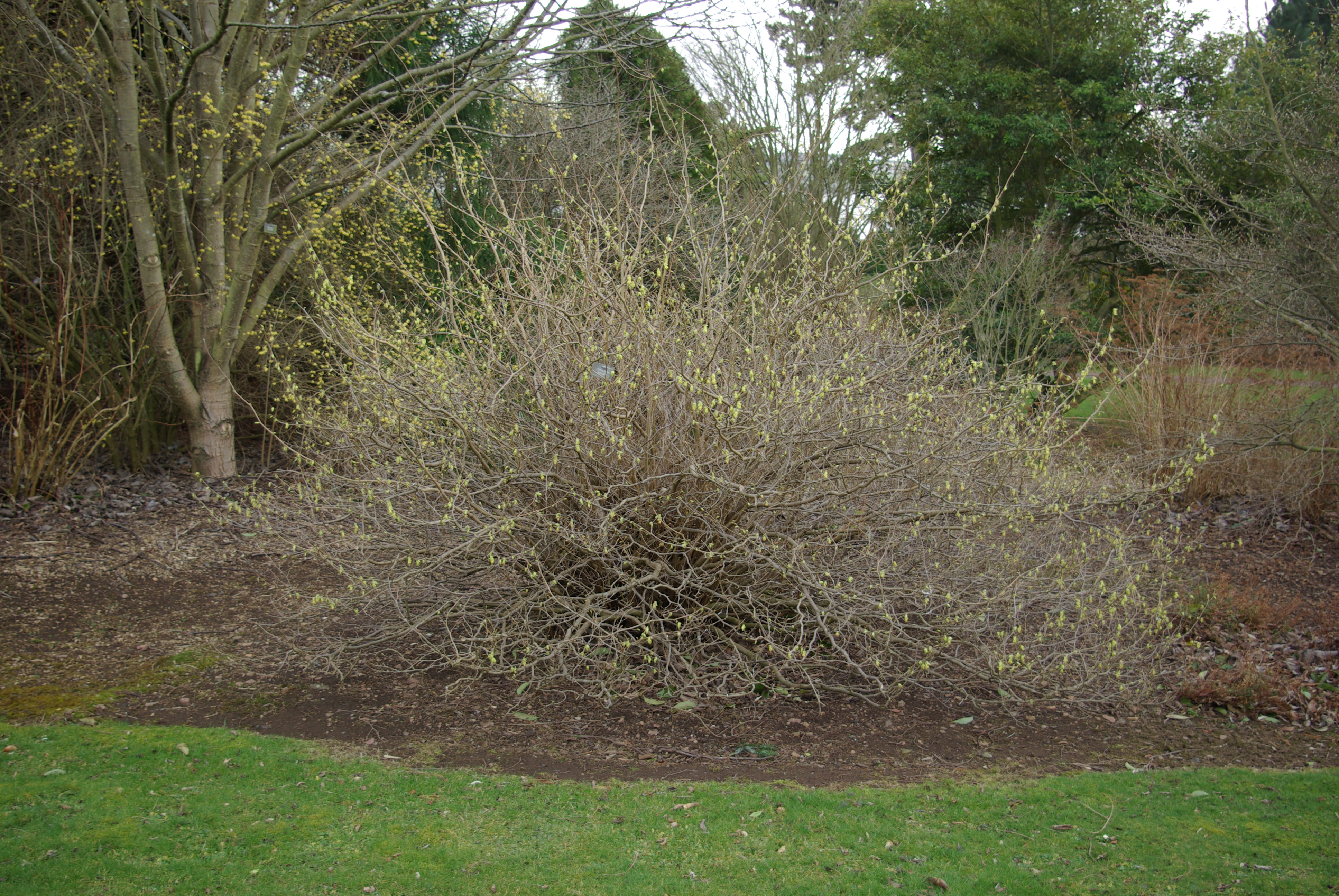